# Elezioni europee del 2009 in Irlanda
Le elezioni europee del 2009 in Irlanda si sono tenute il 6 e 7 giugno.

## Risultati
| Liste  | Liste              | Gruppo PE | Voti      | %     | Seggi |
| ------ | ------------------ | --------- | --------- | ----- | ----- |
|        | Fine Gael          | PPE       | 532.889   | 29,13 | 4     |
|        | Fianna Fáil        | ALDE      | 440.562   | 24,08 | 3     |
|        | Partito Laburista  | S&D       | 254.669   | 13,92 | 3     |
|        | Sinn Féin          | -         | 205.613   | 11,24 | -     |
|        | Libertas           | -         | 99.709    | 5,45  | -     |
|        | Partito Socialista | GUE/NGL   | 50.510    | 2,76  | 1     |
|        | Partito Verde      | -         | 34.585    | 1,89  | -     |
|        | Indipendenti       | ALDE      | 210.776   | 11,52 | 1     |
| Totale | Totale             | Totale    | 1.829.313 |       | 12    |